# Lausheimer Weiher
Der Lausheimer Weiher ist ein Stillgewässer im Gebiet der baden-württembergischen Gemeinde Ostrach im Landkreis Sigmaringen in Deutschland.

## Lage und Größe
Der Weiher liegt rund fünfeinhalb Kilometer nordwestlich der Ostracher Ortsmitte, unterhalb des gleichnamigen Teilorts Lausheim, in einem Landschaftsschutzgebiet auf einer Höhe von 611 m ü. NHN und ist in Privatbesitz.
Die Größe des Weihers beträgt 10,1 Hektar, die maximale Länge etwa 580 Meter, die maximale Breite 410 Meter. Die maximale Tiefe des Weihers liegt bei 4,6 Meter. Die Uferlänge beträgt rund 1.680 Meter.
Die Uferzonen im Süden und Westen sind flach und mit für Verlandungszonen typischen Pflanzen bewachsen, im Norden ein Fichtenwald als Teil des Weitharts, im Osten ein Damm, über den die Kreisstraße 8240 führt.
Das Einzugsgebiet des Lausheimer Weihers, das auch Gebiete der Stadt Pfullendorf und der Gemeinde Krauchenwies umfasst, beträgt 691 Hektar; davon sind 66 Prozent Wald- und 27 Prozent von der Landwirtschaft genutzte Flächen.

## Entstehung

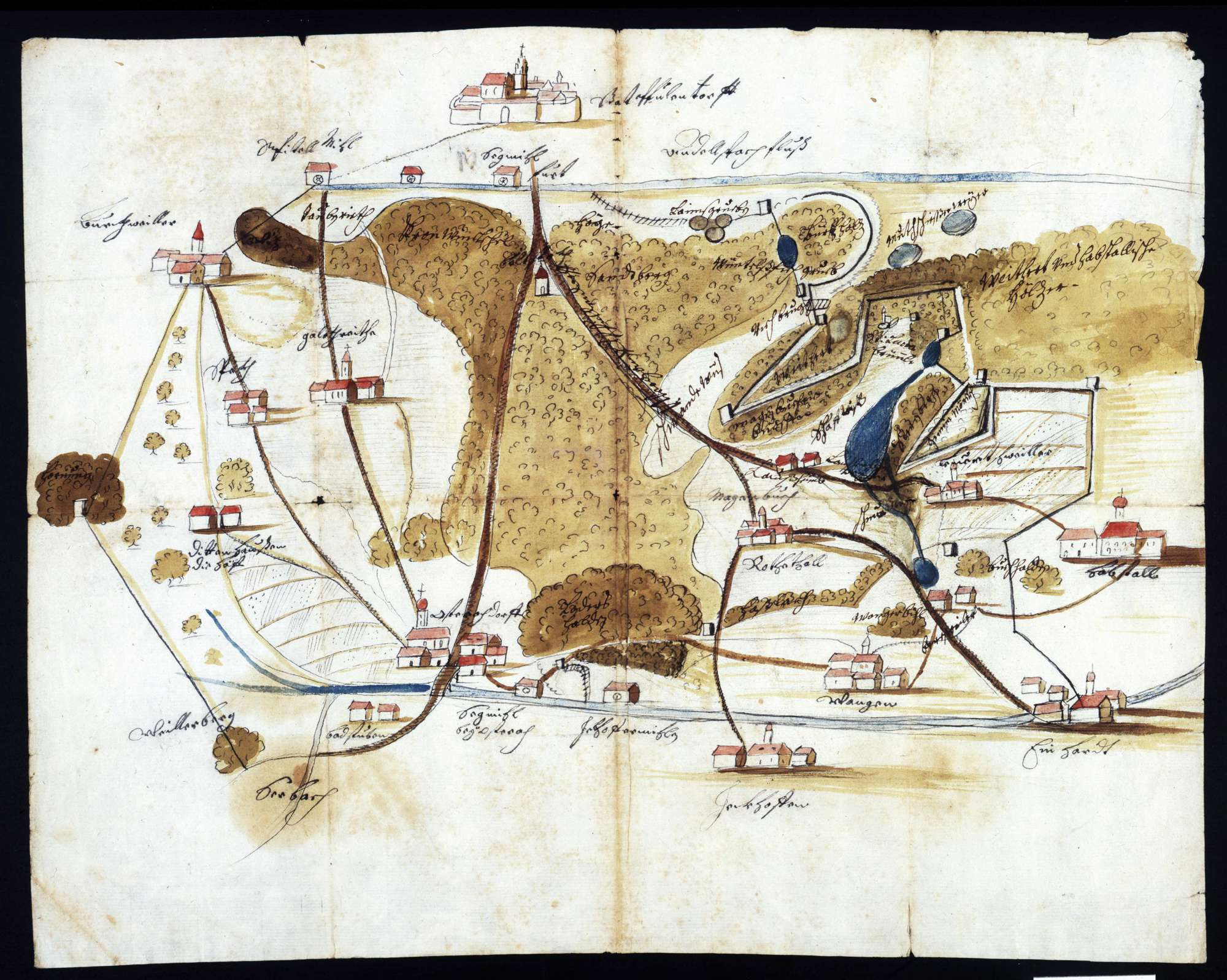
Der Lausheimer Weiher (mit dem Oberen Weiher und dem Unteren Weiher bei Bernweiler) auf einer Karte mit der „Beschreibung des ostrachischen Bezirks“ aus dem Jahr 1697

Der Weiher, das einzige Gewässer dieses Typs und dieser Größe in der Umgebung, wurde ursprünglich vom Kloster Habsthal als Fischweiher angelegt. Später trieb die Kraft des Wassers die Mahlgänge der 1751 vom Kloster Salem und der Familie Andelfinger aus Lausheim erbaute Lausheimer Mühle an.

## Landschaftsschutzgebiet
Nach dem Weiher ist das Landschaftsschutzgebiet Nr. 4.37.004 benannt. Es umfasst mit einer Größe von 62,0 Hektar den Weiher und seine unmittelbare Umgebung. Das LSG wurde bereits am 16. Januar 1963 durch Verordnung des Landratsamts Sigmaringen gebildet.

## Ökologie
Die den Weiher umgebenden Wald- und Agrarflächen (70 Prozent Grünland, 22 Prozent Ackerland, acht Prozent Sonderkulturen) werden intensiv genutzt, was, verbunden mit der Hanglage der Nutzflächen, zu einem beträchtlichen Nährstoffeintrag führt.
| Jahr                                    | 2000* | 2001  | 2007  | 2013  | 2016 | 2020 |
| --------------------------------------- | ----- | ----- | ----- | ----- | ---- | ---- |
| Gesamt PO4-Phosphor (µg/l)              | 54    | 40    | 67    | 64    | 45   | 58   |
| Chlorophyll a (µg/l)                    | 40    | 14    | 44    | 32    |      |      |
| Chlorophyll a -Spitze (µg/l)            | 75    | 36    | 81    | 70    |      |      |
| Anorg. Gesamt-Stickstoff (mg/l)         |       | 02,09 | 00,93 | 02,13 |      |      |
| Sichttiefe (m)                          | 00,8  | 01,3  | 00,7  | 01,5  |      |      |
| Trophiestufe                            |       |       |       |       |      | p2   |
| * = nur sechs Messungen, nur Oberfläche |       |       |       |       |      |      |

Mit Hilfe des Aktionsprogramms zur Sanierung oberschwäbischer Seen wurden die geplanten Extensivierungsmaßnahmen zum Teil umgesetzt.

### Flora
Am Ufer des Sees wachsen die Weiße Seerose (Nymphaea alba), die als typische Vertreterin der Schwimmblattpflanzen gilt, und die Gelbe Teichrose (Nuphar lutea). Als Lebensraum bevorzugen die in Deutschland geschützten Pflanzen stehende oder auch träge fließende Gewässer, die einen humosen Schlammboden aufweisen. Auch Spreizender Wasserhahnenfuß, Spiegelndes Laichkraut, Kamm-Laichkraut und das Raue Hornblatt (Ceratophyllum demersum) sind im Weiher zu finden. Letzteres wächst meist über humosen Schlammböden in Wassertiefen von einem halben Meter bis zu zehn Metern. Des Weiteren leben Blau-, Grün- und Kieselalgen im Weiher.

### Fauna

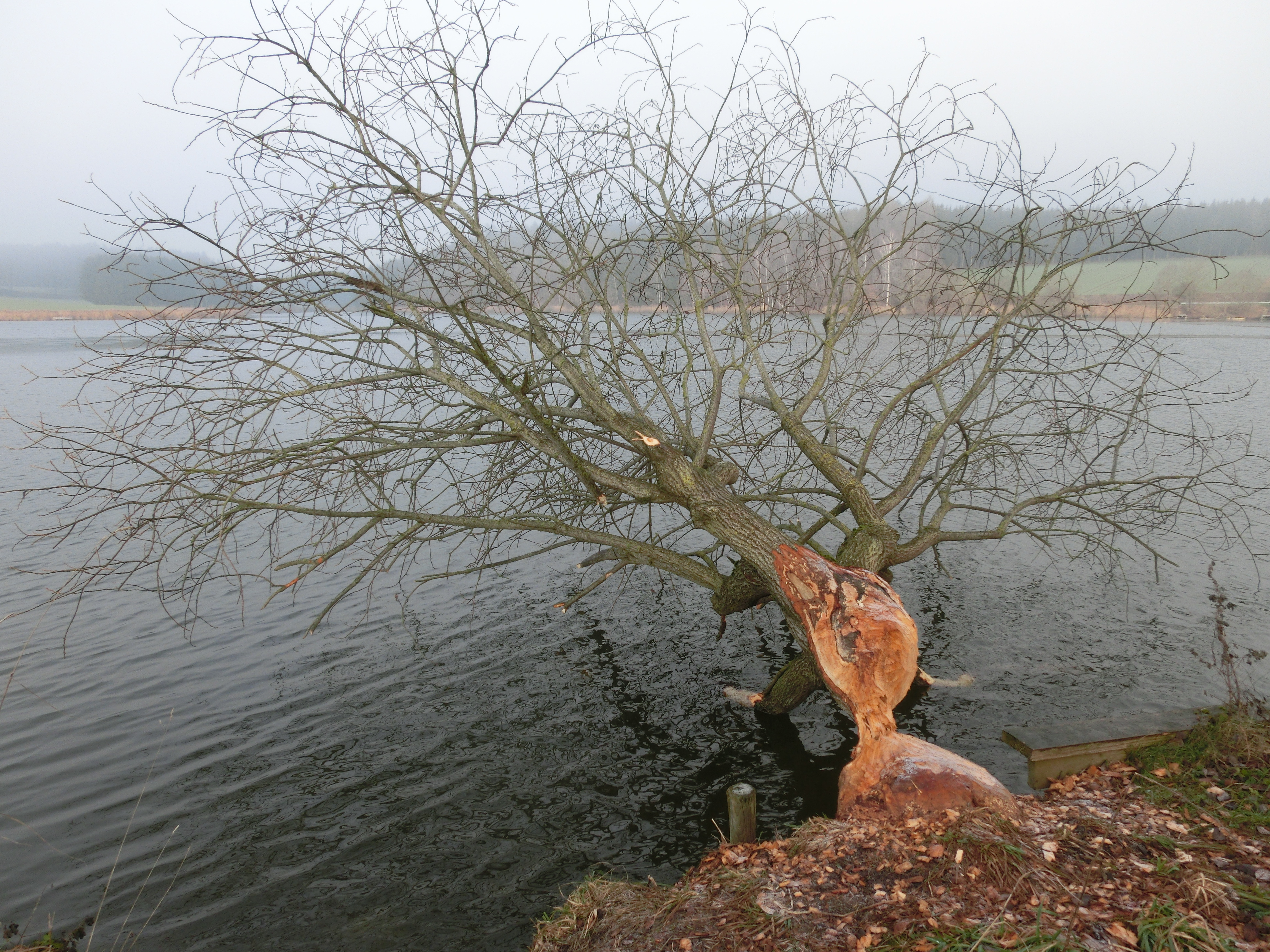
Umgestürzter Baum aufgrund von Biberfraß

Im Weiher sind Große Teichmuschel, Aal, Barsch, Hecht, Graskarpfen, Rotauge, Rotfeder, Schleie, Ukelei, Wels und Zander vorhanden.
Seit 2009 gibt es am Weiher Probleme mit Bibern, die das ganze Gelände mit Gräben durchziehen und Bäume fällen.